# Jarmila Ortová
Jarmila Ortová (20. listopadu 1918 Hodslavice – 19. září 2001) byla česká překladatelka, romanistka a afrikanistka.

## Život
V roce 1946 absolvovala Filozofickou fakultu Univerzity Karlovy. V letech 1962 až 1972 byla zaměstnána na katedře mimoevropských kultur  University 17. listopadu. Její specializací byla evropskými jazyky psaná africká literatura.

## Dílo
S manželem, český historikem a politologem Alexandrem Ortem, napsala knihu „Francie“.  Spolu s Vladimírem Klímou napsala knihu „Literatury zemí subsaharské Afriky“.
Orientální ústav vydal její Étude sur le roman au Cameroun. V roce 1973 byla vydána její studie  Problèmes de la société et de la culture dans les oeuvres des écrivais africains: exemple de Sembene Ousmane.

### Překlady (výběr)
Překládala z angličtiny, francouzštiny, italštiny, němčiny a ruštiny, např.: 
- BAISSETTE, Gaston.  Hrozny z mé vinice[6]
- BETI, Mongo.  Král zázračně uzdravený[7]
- MONOD, Martine.  Mračno[8]
- SAGAN, Françoise.  Hedvábné oči.[9]
- SASSINE, Williams.  Džunglí kráčí smrt.[10]